# شرجان
شرجان، هي منطقة تقع في مديرية مكيراس الواقعة جنوب اليمن، حيث كانت تتبع محافظة أبين؛ كانت هذه المنطقة أرض زراعية يزرع فيها الفواكة والخضروات وتصدرها إلى المحافظات الأخرى. منطقة شرجان العوذلية تقع في الشمال الشرقي وعلى بعد 25 كم من مديرية مكيراس و24 كم من محافظة البيضاء ويبلغ عدد سكانها حوالي 12000 نسمة. حسب تعداد اليمن لعام 2004.

## مناخها وجغرافيتها
هي منطقة شديدة البرد في فصل الشتاء وتتراوح درجة حرارتها من 5 إلى 10 درجة مئوية ومعتدلة الحرارة صيفاً كسائر مناطق المديرية وهي منبسطة الوديان معتدلة الهضاب تعلوها قمماً شامخة وجبال مرتفعة متسلسة من جهة الجنوب البحر وأشهرها جبل حضة وجبل السادة وجبل الطلساء وتنتهي بجبل (الجالسة).ويقع فيها وادي عدو الشهير الذي يصب في خور العوالق العليا والذي ذكر اسمه الشاعر ناصر أحمد بن لزنم وذكره الهمداني في صفة جزيره العرب، كما ذكر بعض قبائلها. وهي منطقة قليلة المياه شحيحة الأمطار مائها سطحي وقد كانت غنية بزراعتها قبل عدت سنوات لكثرة مياهها وكما أنها كانت تنتج عدت محاصيل زراعية منها زراعة الذرة، البر, الشعير، الطماطم, البطاطس، الجزر, البصل، الفرسك وغيرها من الفواكة والخضروات إلا أنها تعاني حالياً من شح ونقص مياة الشرب لعدم توافرها في الآبار، كما أنها كانت المصدر الرئيسي لقمح الذرة والبر والشعير ولبعض تجار مناطق بيحان، خوره، ومرخه، ومنطقة جيشان العلهية كما أنها كانت تستورد منهم تجارة الملح والتمر والعسل والبن والحطب على ظهور الجمال.